# Ропсли
Ропсли (англ. Ropsley) — деревня в области Южный Кестивен графства Линкольншир. Находится в 8 километрах к востоку от Грантема и входит в общину Ропсли и Хамби.
В деревне находится церковь Святого Петра. Современное здание было построено в 1380-х годах, а в XVII веке частично разрушено и перестроено. Некоторые части церкви сохранились с англо-саксонского периода.